# Layamon
Layamon- o Laȝamon usando la lettera arcaica yogh - (fl. XIII secolo) è stato un poeta inglese dell'inizio del XIII secolo il cui Brut (ca. 1215) è una storia dell'Inghilterra in versi, scritta nel primo inglese medio.

## Biografia
Pochissimo si sa della sua vita personale. Nel suo poema Layamon si descrive come un prete che vive ad Areley Kings nel Worcestershire. Il suo poema fornì ispirazione a diversi scrittori successivi, tra cui Sir Thomas Malory e Jorge Luis Borges, e ebbe un impatto sulla scrittura storica medioevale in Inghilterra.

### Brut
Anche se basato sul precedente Roman de Brut scritto in Anglo-Normanno da Wace (erroneamente noto come Robert Wace), a sua volta basato sull'Historia regum Britanniae di Goffredo di Monmouth, il poema costituisce la prima storiografia scritta in inglese dai tempi delle Cronache anglo-sassoni. 
Il poema di Layamon è notevole anche per il suo ricco vocabolario Anglo-Sassone. Tra le 16.000 che lo compongono, lo studioso Roger Sherman Loomis ha contato solo 150 parole derivate dall'Anglo-Normanno. Molti studiosi ritengono che il linguaggio del poema sia intenzionalmente arcaicizzato, e non indicativo dell'Inglese medio comunemente scritto e parlato all'epoca di Layamon. 
La versificazione del Brut si è rivelata estremamente difficile da caratterizzare. Scritto in uno stile allitterativo libero, con rime sporadiche oltre che con cesure, è forse più vicino alla prosa ritmica di Aelfric. In particolare, se raffrontato ai successivi scritti allitterativi, come Sir Gawain and the Green Knight e Piero l'Aratore, il verso allitterante di Layamon è difficile da analizzare, evitando apparentemente gli stili più formalizzati dei poeti successivi.